# Glochidion sessiliflorum
Glochidion sessiliflorum är en emblikaväxtart som beskrevs av Airy Shaw. Glochidion sessiliflorum ingår i släktet Glochidion och familjen emblikaväxter.
Artens utbredningsområde är Queensland. Inga underarter finns listade i Catalogue of Life.